# 昭和45年1月低気圧
昭和45年1月低気圧（しょうわ45ねん1がつていきあつ）は、1970年（昭和45年）1月30日から2月2日にかけて、「爆弾低気圧」となって日本列島を襲った温帯低気圧である。温帯低気圧に対して気象庁により命名された唯一の事例である。

## 概要
台湾付近で発生し北東に進んだ南岸低気圧（台湾坊主）は、日本へと接近し、24時間に32ヘクトパスカルも気圧が低下した。いわゆる「爆弾低気圧」である。この低気圧は、冬の時期にしては珍しく日本の内陸を縦断し、また暖気が流入したことにより急速に発達し、31日21時の時点で中心気圧は962hPaまでに至った。この低気圧による最低気圧の記録は、東北地方および北海道の合計10地点で、観測史上1位（青森県青森市962.7hPa・宮城県仙台市967.1hPa・秋田県秋田市963.8hPaなど）となっている。通常、東日本や西日本、南日本では、台風の通過によって各地点での最低気圧の記録が更新される場合がほとんどであるが、北日本の場合は多くの地点での最低気圧記録が、この昭和45年1月低気圧の際に更新されている。また、最大瞬間風速は岩手県宮古市36.7m/s・青森県八戸市33.4m/s・宮城県石巻市で30.2m/s・福島県福島市28.0m/s、日降水量は栃木県日光市126mm、日降雪量は北海道札幌市63cmとなるなど、各地で各指標の観測史上1位を記録した。

## 影響・被害
この低気圧は、各地に大雨、大雪、暴風（一部では竜巻も）、高波、しけをもたらし、中部地方から北海道にかけて死者・行方不明者25人（死者14人・行方不明者11人）、住宅被害5,000棟以上（全半壊流出916戸・浸水4,422戸）、船舶被害293隻のほか、護岸の決壊や海難事故も相次ぐなど、大きな被害が生じた。福島県では、いわき市の小名浜港で貨物船「空光丸」が沈没して乗組員24人のうち15人が死亡するなど、県内で16人が死亡した。

## 命名
気象庁は、日本に大きな被害をもたらしたこの低気圧を「昭和45年1月低気圧」と命名。顕著な災害をもたらした自然現象は、気象庁により個別に命名が行われるが、それらのほとんどは豪雨や台風、地震や火山現象などであり、温帯低気圧に対して命名が行われたのは、これが過去唯一の事例である。